# Kroonia natalica
Kroonia natalica is een vlinder uit de familie van de Metarbelidae. De wetenschappelijke naam van deze soort is voor het eerst gepubliceerd in 1910 door George Francis Hampson.
De soort komt voor in Kenia, Tanzania, Malawi, Zimbabwe en Zuid-Afrika.